# Carta di Amalfi
La carta di Amalfi, detta anche Charta Bambagina, è un particolare e pregiato tipo di carta prodotto fin dal Medioevo nella città campana.

## Storia
Se ne hanno notizie a partire dal XIII secolo sebbene paia che le cartiere della repubblica marinara fossero attive già in precedenza.
Proibita nel 1220 da Federico II per gli atti notarili in quanto meno duratura della carta pergamena, ha tuttavia continuato ad essere prodotta e utilizzata, tanto che nel XVIII secolo ancora una ventina di cartiere risultavano attive ad Amalfi e nelle vicine città. Fogli antichi di carta Amalfitana, a dispetto dei timori che ne comportarono il divieto d'uso, sono conservati dopo circa sei secoli e riportano documenti del '400.
In seguito ad una alluvione che colpì Amalfi nel novembre 1954, quasi tutte le cartiere furono distrutte, tranne tre. Rimasero attive soltanto altrettante famiglie di cartai: quella di Francesco Imperato, che pochi anni dopo installò una nuova cartiera a Palermo ed ivi continua ancora a produrre carta tissue con la denominazione "Cartiera F.sco Imperato & F.gli", i Milano, che riconvertirono la loro cartiera in museo (il Museo della carta appunto), e gli Amatruda, che ancora nel ventunesimo secolo continuano a produrre la carta a mano.
La carta di Amalfi viene frequentemente utilizzata in occasione di annunci di cerimonie.

## Procedimento di produzione
La carta di Amalfi deve il suo secondo nome, Charta Bambagina, al particolare procedimento di produzione, che, prescindendo dall'utilizzazione della cellulosa ricavata dal legno, prevede invece l'utilizzo di cenci e stracci di lino, cotone e canapa di colore bianco.
Tali stoffe venivano in passato ridotte in poltiglia per mezzo di magli chiodati mossi da mulini a propulsione idraulica (ancora visibili nella zona), nel ventunesimo secolo sono lavorate attraverso macchinari più sofisticati che ne permettono una maggiore raffinatezza.
La fibra, disciolta nell'acqua, è filtrata e poi, a mano, trasformata in fogli per mezzo di telai formati da fili di ottone e bronzo, recanti per lo più, in filigrana, gli stemmi delle antiche famiglie nobiliari della città.